# Terno pitagórico

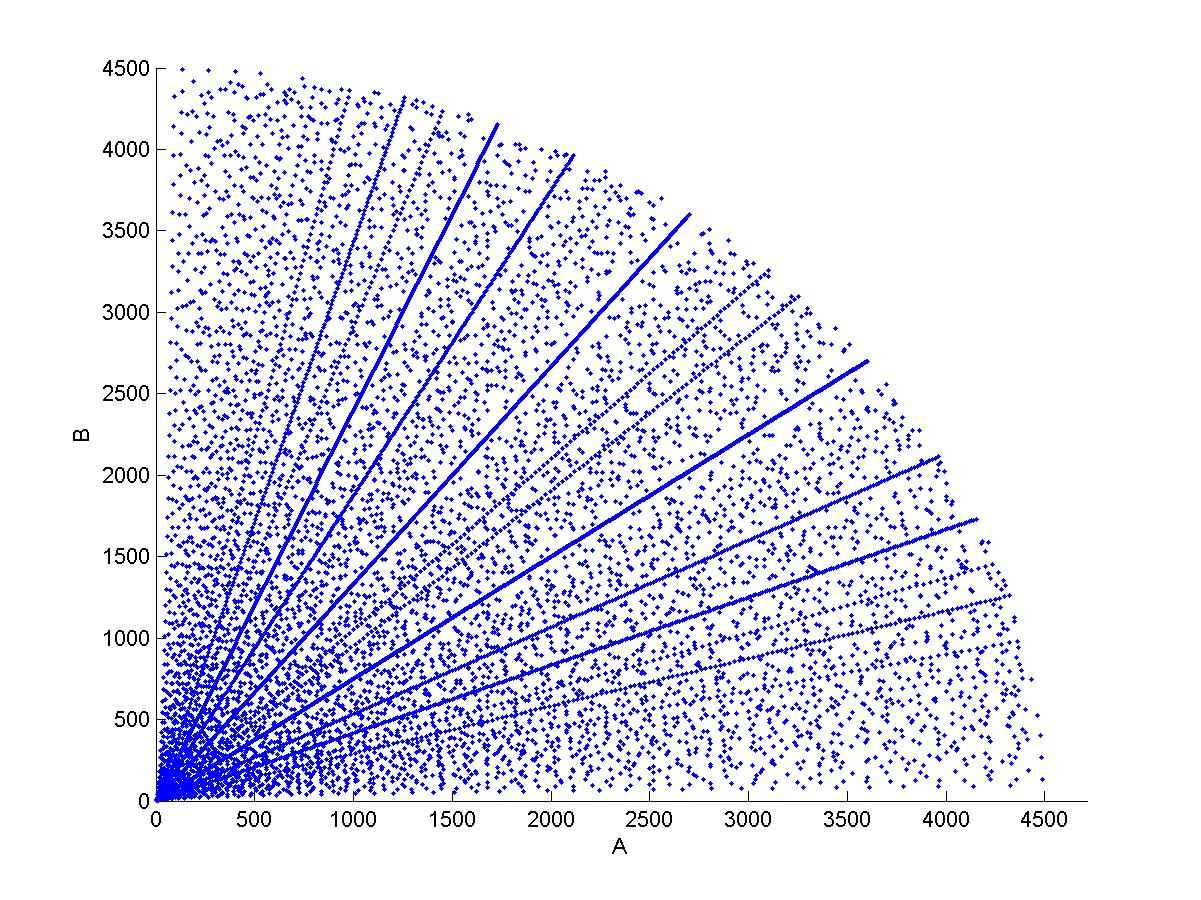
Representação dos ternos pitagóricos com c<4500. A abcissa e ordenada correspondem ao números a e b e a distância à origem, o número c.

Em matemática, nomeadamente em teoria dos números, um terno pitagórico (ou trio pitagórico, ou ainda tripla pitagórica) é formado por três números naturais a, b e c tais que a²+b²=c². O nome vem do teorema de Pitágoras: se as medidas dos lados de um triângulo rectângulo são números inteiros, então são um terno pitagórico. Se (a,b,c) é um terno pitagórico, então (ka,kb,kc) também é um terno pitagórico, para qualquer número natural k. Um terno pitagórico primitivo é um terno pitagórico em que os três números são primos entre si. Os primeiros ternos pitagóricos primitivos são (3, 4, 5), (5, 12, 13), (7, 24, 25), (8, 15, 17), (9, 40, 41), (11, 60, 61), (12, 35, 37), (13, 84, 85), (16, 63, 65), (20, 21, 29)...
Os ternos pitagóricos apareceram em problemas na Matemática Babilônia na tabela Plimpton 322, escrita no Século XVIII a.C. e, posteriormente, foram estudados no período grego pelos pitagóricos e por Platão e aparecem de forma explícita na obra de Euclides e nos estudos de Diofanto. Também foi estudada por alguns matemáticos islâmicos e, nesse caso, estavam relacionados com o Problema dos Números Congruentes, um antigo problema que remonta à época do matemático italiano Leonardo Fibonacci.
Através dos séculos, diversas gerações de estudiosos, cientistas e matemáticos têm tentado achar uma solução geral para esse problema, encontrando, na maioria das vezes, soluções parciais. Uma solução geral implicaria encontrar um algoritmo que permitisse determinar quando um número natural é congruente ou não.
O Teorema de Pitágoras (e, portanto, os ternos pitagóricos) é a mais bela jóia da tradição pitagórica. Como lembrança inesquecível da época escolar, ele pertence à base cultural comum da humanidade. O seu estudo introduziu uma radical inflexão intelectual entre a prática empírica e indutiva e a argumentação lógico-dedutiva, tanto no aspecto histórico cultural matemático como no âmbito escolar.

## Pitágoras
Pitágoras, filósofo e matemático, nasceu em 572 a.C. em Samos, uma ilha grega no mar Egeu na costa da Ásia Menor, na época pertencente à Grécia. Ele viajou por Egito e Babilônia e, segundo alguns historiadores, possivelmente foi até a Índia. Pitágoras mudou-se para Crotona, na atual Itália, e ali fundou uma escola filosófica que muito se assemelhava a um culto religioso. A escola fundada por ele era secreta e, ao mesmo tempo, comunitária, onde conhecimento e propriedades eram comuns, possuía bases religiosas, matemáticas e filosóficas.
O filósofo e matemático Pitágoras, além de fundador e líder, era visto como profeta. A escola também praticava rituais de purificação através do estudo de Geometria, Aritmética, Música e Astronomia. Acreditavam na transmigração da alma de um corpo para o outro após a morte, portanto acreditavam na reencarnação e na imortalidade da alma.

## Fórmula de Euclides
Euclides, em seu livro Elementos, demonstrou que existe uma infinidade de ternos pitagóricos primitivos. Além disso, encontrou uma fórmula que gera todos os ternos pitagóricos primitivos. Dados dois números naturais m>n, o terno (a,b,c), onde:
{\displaystyle a=m^{2}-n^{2},}
{\displaystyle b=2mn,}
{\displaystyle c=m^{2}+n^{2},}
é pitagórico, e é primitivo se, e só se, m e n são primos entre si e possuem paridades distintas.

## 3, 4 e 5
O primeiro terno pitagórico é formado pelos números 3, 4 e 5, já que 3²+4²=5². Mas os números 3, 4 e 5 desempenham um papel importante em todos os ternos pitagóricos. Pode provar-se, pela definição ou pela fórmula de Euclides, que num terno pitagórico primitivo:
- exactamente um dos números a ou b é múltiplo de 3;
- exactamente um dos números a ou b é múltiplo de 4;
- exactamente um dos números a, b ou c é múltiplo de 5.

## Os ternos pitagóricos no período babilônico
Um dos problemas babilônicos sobre raiz quadrada está ligado à relação entre o lado de um quadrado e sua diagonal. Essa relação é um caso especial do resultado conhecido como o teorema de Pitágoras: em qualquer triângulo retângulo, a soma das medidas dos quadrados dos catetos é igual ao quadrado da medida da hipotenusa. O nome desse teorema é em homenagem ao filósofo e matemático grego do século VI a. C., é indiscutivelmente o teorema elementar mais importante em Matemática, uma vez que as suas consequências e generalizações têm ampla aplicação. No entanto, é um dos primeiros teoremas conhecidos das civilizações antigas; de fato, há evidências de que ele era conhecido pelo menos 1000 anos antes de Pitágoras. (Katz, 1998, p. 30)
Katz sinaliza que há indícios da utilização de ternos pitagóricos em construções de templos megalíticos. Alguns estudiosos têm argumentado que as pedras dos templos na Inglaterra relacionadas com a astronomia e edificada no terceiro milênio a. C. foram construídas utilizando o conhecimento do teorema de Pitágoras e, em especial, ternos pitagóricos, ternos de inteiros (a, b, c) , tal que a² + b² = c². No entanto, a evidência disso é bastante tênue. (Katz, 1998, p. 30)
Além disso, conforme Katz há registros históricos comprobatórios em placas de argila do período de Hamurabi que comprovam o conhecimento, construção e utilização de ternos pitagóricos. Em especial, se tem a tabuleta Plimpton 322, que consta no acervo da Biblioteca de Livros Raros e Manuscritos da Universidade de Columbia, que foi estudada por Neugebauer e Sachs. O historiador Katz, em seu texto, reproduz em notação decimal o conteúdo dessa tabuleta e explica como o escriba babilônico conseguiu obter esses ternos pitagóricos.

## Dedução das equações algébricas do trio pitagórico obtidas a partir da geometria
Geometria

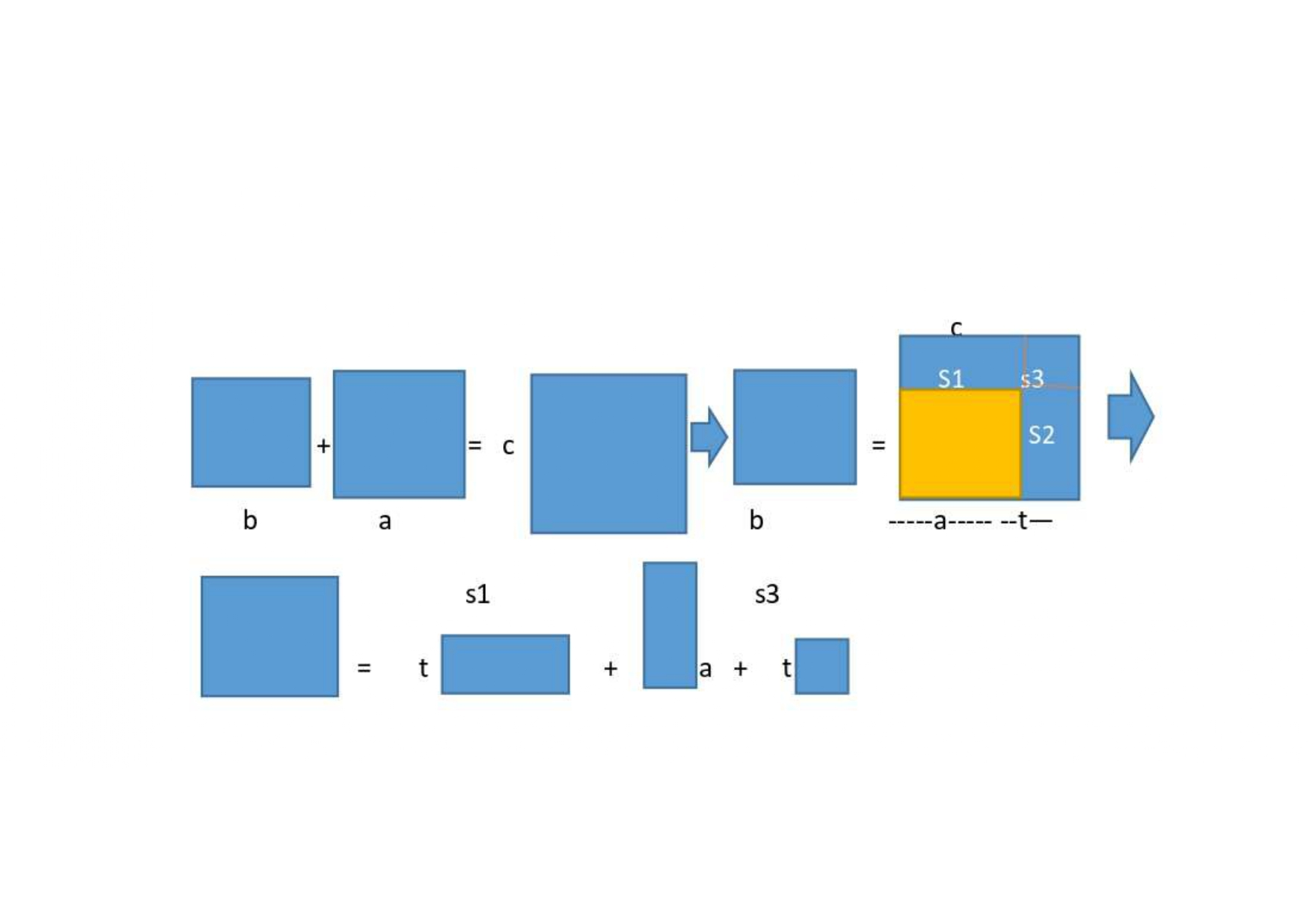

Nas figuras acima que representam os quadrados com lados iguais a hipotenusa e os catetos do triângulo retângulo sendo  {\displaystyle c>a>b} , respectivamente a hipotenusa e os lados (catetos) do triângulo retângulo, temos que ao colocarmos  o quadrado de lado  {\displaystyle a}  dentro do quadrado de lado  {\displaystyle c} ( hipotenusa)  , chamaremos a diferença {\displaystyle c-a=t} , ou  {\displaystyle c=a+t}  e observamos que na figura ficará uma área do quadrado de lado {\displaystyle c}  não coberta pelo quadrado de lado  {\displaystyle a}  e esta  área não coberta é uma figura que tem a forma de uma letra L de cabeça para baixo.
Esta figura pode ser divida em três partes sendo a primeira parte um retângulo  exatamente em cima do quadrado de lado  {\displaystyle a} , tendo como base o valor {\displaystyle a}  e como altura o valor {\displaystyle t} , a segunda figura será um retângulo ao lado direito do quadrado de lado  {\displaystyle a} , tendo como base o valor {\displaystyle t}  e como altura  o  valor {\displaystyle a} , a  terceira  figura será um quadrado de base {\displaystyle t}  e altura {\displaystyle t} . Está claro que o quadrado de lado {\displaystyle b}  ,  somado com o quadrado de lado {\displaystyle a}  é igual ao quadrado de lado {\displaystyle c} (teorema de Pitágoras) ,e que o quadrado de lado {\displaystyle b}  obrigatoriamente tem a mesma área que a soma das três figuras citadas.
Álgebra
Com base nas considerações geométricas apresentadas consegue se a dedução das equações algébricas que expressam os valores dos lados e da hipotenusa do triângulo retângulo.
O quadrado de lado {\displaystyle b}   tem a sua área expressa por {\displaystyle b^{2}} , a primeira figura tem sua área expressa por  {\displaystyle a.t} , a segunda figura tem sua área expressa por  {\displaystyle t.a}  e a terceira figura tem sua área expressa por {\displaystyle t^{2}}  . Então {\displaystyle b^{2}=a.t+t.a+t^{2}}   ou   seja {\displaystyle b^{2}=2.a.t+t^{2}}     consequentemente  {\displaystyle b={\sqrt {2.a.t+t^{2}}}} .
Para termos raiz quadrada em todas as condições deveremos transformar a expressão {\displaystyle 2.a.t+t^{2}}  num produto notável da forma {\displaystyle (x+y)^{2}=x^{2}+2.x.y+y^{2}}  , isto implica transformar o valor {\displaystyle a}  em duas parcelas pois temos como terceira parcela o valor {\displaystyle t^{2}} . Logo teremos {\displaystyle b={\sqrt {2(+)t+t^{2}}}} . Se no primeiro espaço colocarmos {\displaystyle 2.t}   e no segundo espaço também {\displaystyle 2.t}  teremos {\displaystyle b={\sqrt {2^{2}.t^{2}+2(2t)t+t^{2}}}}   ,porém ao obtermos os lados {\displaystyle a,c}  ,nós conseguiremos apenas o primeiro terno pitagórico (primitivo)  e seus multíplos (não primitivos).
Então está faltando algo para completar o valor de {\displaystyle b}  . A solução é introduzir o parâmetro {\displaystyle m}  ficando {\displaystyle b={\sqrt {2(2.m^{2}.t+2.m.t)t+t^{2}}}}  , então vemos que {\displaystyle a=2.m^{2}.t+2.m.t}  e {\displaystyle b={\sqrt {2.^{2}m^{2}.t^{2}+2.(2mt).t+t^{2}}}}  então {\displaystyle b={\sqrt {(2.m.t+t)^{2}}}}   finalmente temos
{\displaystyle b=2.m.t+t} ou {\displaystyle b=t(2m+1)}   então {\displaystyle b^{2}=t^{2}.(2m+1)^{2}}    e   temos  que
{\displaystyle a=2.m^{2}.t+2.m.t}   ou {\displaystyle a=t(2.m^{2}+2.m)}  então  {\displaystyle a^{2}=t^{2}(2.m^{2}+2.m)^{2}}   e temos que
{\displaystyle c=a+t} ou seja   {\displaystyle c=2.m^{2}.t+2.m.t+t}  ou  {\displaystyle c=t(2.m^{2}+2.m+1)}   então {\displaystyle c^{2}=t^{2}.(2.m^{2}+2.m+1)^{2}}

Determinação de  {\displaystyle m}  ,temos que  {\displaystyle 2.m.t+t=b}   logo  {\displaystyle m=(b-t)/2.t}  ou  seja {\displaystyle m=(b-(c-a))/2.(c-a))} , que podemos escrever  {\displaystyle m=(a+b-c)/2.(c-a)}.
Como nos Ternos Pitagóricos {\displaystyle c,a,b=inteiros}  temos que {\displaystyle m} será sempre um número racional {\displaystyle m=p/q}
Observações sobre as equações
1- tangentes dos ângulos agudos
Sabemos que  {\displaystyle \tan(a)=a/b}  logo {\displaystyle \tan(a)=t(2.m^{2}+2.m)/t(2.m+1)} ficando {\displaystyle \tan(a)=m(2.m+2)/(2.m+1)}
O que nos mostra que a tangente dos ângulos agudos do triângulo retângulo dependem somente do parâmetro {\displaystyle m} .
Vemos nesta equação que temos a divisão dos números consecutivos {\displaystyle 2m+2}  por {\displaystyle 2m+1} . Como dois números consecutivos são sempre primos entre si, isto implica que  não teremos números inteiros ou  irracionais , apenas números racionais como expressão da tangente de ângulos pitagóricos.
Quando fixamos um valor para {\displaystyle t} e variamos o valor de {\displaystyle m}  obtemos uma série existente de triângulos retângulos, todos diferentes entre si, pois o parâmetro {\displaystyle m}  define sempre a forma do triângulo, ou seja, fixa os seus ângulos agudos.
Quando fixamos um valor para {\displaystyle m}  e variamos o valor de {\displaystyle t}  obtemos toda a série de triângulos daquela forma definida pelo parâmetro m, porém todos com diferentes áreas entre si, pois o parâmetro t é um parâmetro de escala, ou seja define a variação do tamanho ou área.
2- Analise dos triângulos retângulos com lados iguais

Neste caso os lados {\displaystyle a,b} são iguais, então {\displaystyle t(2.m+1)=t(2m^{2}+2m)}, ficando {\displaystyle 2m^{2}+2m=2m+1} ou {\displaystyle 2m^{2}=1} e finalmente  {\displaystyle m={\sqrt {2}}/2}.
Para   {\displaystyle m>{\sqrt {2}}/2} temos que a equação que representa {\displaystyle a=t(2m^{2}+2m)>b=t(2m+1)}
Para {\displaystyle m={\sqrt {2}}/2} temos que a equação que representa {\displaystyle a=t(2m^{2}+2m)=b=t(2m+1)}
Para {\displaystyle m<{\sqrt {2}}/2} temos que a equação que representa  {\displaystyle a=t(2m+1)>b=t(2m^{2}+2m)}
3- Caso em que  {\displaystyle t'=c-b}  onde {\displaystyle b}  é o lado menor do triângulo retângulo
Analise do caso {\displaystyle m=1,t=1}, onde {\displaystyle b=t(2m+1)=3} ,  {\displaystyle a=t(2m^{2}+2m)=4}  , {\displaystyle c=t(2m^{2}+2m+1)=5}  sendo {\displaystyle t=c-a=5-4=1}  , e {\displaystyle m=(a+b-c)/2(c-a)=(4+3-5)/2(5-4)=2/2=1}
Estes resultados foram obtidos com {\displaystyle t=c-a=5-4=1}.
Se na dedução inicial considerarmos  a superposição da área do quadrado formado pelo  lado menor sobre o  quadrado de lado igual a hipotenusa a área não coberta do quadrado da hipotenusa,  representaria o quadrado de lado maior, porém a equação seria a mesma ou seja:   {\displaystyle a=t(2m+1)} ,
porque a passagem da geometria para a álgebra seria a mesma,  porém teríamos uma mudança   nos   valores    de    {\displaystyle m,t},  onde
{\displaystyle t'=c-b=5-3=2}   e teremos   {\displaystyle m'=(a+b-c)/2(c-b)=(4+3-5)/2(5-3)=2/4=1/2} .
Então temos  {\displaystyle m'=1/2,t'=2} . Vemos ai que agora temos     {\displaystyle m'<{\sqrt {2}}/2}  e     {\displaystyle t'\geqq 2} , logo  {\displaystyle a=t'(2m'+1)=2(2.1/2+1)=4}  ou seja :
A equação que expressava o menor lado, agora expressa o maior lado.
Para {\displaystyle b=t'(2.m'^{2}+2m')=2(2.(1/2)^{2}+2.1/2)=3}  , ou seja a equação que expressava o maior lado, agora expressa o menor lado e não temos alteração no valor da equação que expressa a hipotenusa.
esta operação vale para todos os Ternos Pitagóricos, e observamos que      {\displaystyle m.t=m'.t'}     para todos os triângulos retângulos
Então para {\displaystyle m\geqq 1}    , {\displaystyle t\geqq 1=inteiro}   o lado menor será  expresso por {\displaystyle l_{m}e=t(2m+1)} e o lado maior será expresso por   {\displaystyle l_{m}a=t(2m^{2}+2m)}
Para  {\displaystyle m\leqq 1/2}  , {\displaystyle t\geqq 2=inteiro}  o lado menor será expresso por {\displaystyle l_{m}e=t(2m^{2}+2m)}  e o lado maior será expresso por  {\displaystyle l_{m}a=t(2m+1)}
Finalmente temos que todos os Ternos Pitagóricos podem ser expressos por  {\displaystyle m,t}  em duas séries, sendo uma  quando temos {\displaystyle m\leqq 1/2}  , e   {\displaystyle t\geqq 2} e a outra quando temos {\displaystyle m\geqq 1}  , e   {\displaystyle t\geqq 1}, sendo que no intervalo de   {\displaystyle 0<m\leqq 1/2}   os ternos pitagóricos aparecem em ordem crescente com a diminuição de {\displaystyle m}  e no  intervalo   {\displaystyle m\geqq 1}   os ternos pitagóricos aparecem também  em ordem crescente, com o aumento de {\displaystyle m} .
Vemos então que variando  {\displaystyle m} entre {\displaystyle 0<m\leqq 1/2}   conseguimos todos os ternos pitagóricos, o que também conseguimos  porém variando {\displaystyle m} entre{\displaystyle 1\leqq m<\infty } .ou seja
Convencionando o par de variáveis {\displaystyle m,t}  para {\displaystyle m>{\sqrt {2}}/2,t\geq 1}  , e o par {\displaystyle m',t'} para {\displaystyle m'<{\sqrt {2}}/2,t'\geq 2} .
Para qualquer triangulo retângulo o produto  {\displaystyle m.t=m'.t'}
{\displaystyle m'=1/2,t'=2\rightarrow 3,4,5}  para {\displaystyle m'=1/4,t'=8\rightarrow 5,12,13}   para  {\displaystyle m'=1/6,t'=18\rightarrow 7,24,25}, .....
{\displaystyle m=1,t=1\rightarrow 3,4,5}      para {\displaystyle m=2,t=1\rightarrow 5,12,13}       para   {\displaystyle m=3,t=1\rightarrow 7,24,25}, ....
4 - Equação para números congruentes
Números congruentes são números inteiros que expressam áreas de triângulos retângulos onde os lados (catetos) são números inteiros ou racionais 
{\displaystyle N_{c}=(a.b)/2\rightarrow } {\displaystyle N_{c}=t(2(m^{2}+m)).t(2m+1)/2\rightarrow }{\displaystyle N_{c}=t^{2}(m(m+1)(2m+1))} logo {\displaystyle N_{c}=t^{2}(2m^{3}+3m^{2}+m)}
Para o terno {\displaystyle 3,4,5} , onde {\displaystyle b=3,a=4,c=5} temos que :
para    {\displaystyle t=c-a=1,m=(a+b-c)/2t=2/2=1}    temos que 
{\displaystyle N_{c}=t^{2}(2m^{3}+3m^{2}+m)=1^{2}(2.1^{3}+1^{2}+1)=6}
para {\displaystyle t'=c-b=2,m'=(a+b-c)/2t'=2/4=1/2}  temos que 
{\displaystyle N_{c}=t'^{2}(2m'^{3}+3m'^{2}+m')=2^{2}(2.1/2^{3}+3.1/2^{2}+1/2)=6}
Vê se aqui que para cada número congruente temos dois pares {\displaystyle t,m}  e {\displaystyle t',m'} que satisfazem a equação do número congruente seis.
Podemos escrever a fórmula  como:  {\displaystyle 1/t^{2}=(1/N_{c}).2m^{3}+(1/N_{c}).3m^{2}+1/N_{c}.m} , e agora podemos tomar {\displaystyle y=1/t,x=m,a=1/N_{c}.2,b=1/N_{c}.3,c=1/N_{c}} e teremos a equação {\displaystyle y^{2}=ax^{3}+bx^{2}+cx}
Esta é a equação da curva  elíptica dos Números Congruentes
Observamos que a equação da curva  elíptica dos números congruentes obtida a partir da geometria ,  tem duas raízes racionais como todas as curvas elípticas, e as equações de Euclides para os ternos pitagórico não possibilita a obtenção de duas  raízes racionais. 
Pois com as  equação dos números congruentes, obtida com as equações de Euclides  para os ternos pitagóricos  é {\displaystyle N_{c}=(m^{2}-n^{2}).m.n=m^{3}.n-n^{3}.m}..

### 5 - Obtenção dos Ternos pitagóricos primitivos em ordem numérica crescente
Os ternos Pitagóricos primitivos são divididos em duas séries sendo uma com o cateto menor com paridade impar e a outra com o cateto menor com paridade par.
Tanto na série impar como na série par o valor para {\displaystyle t}  será um número inteiro, pois  {\displaystyle t=c-a}
Vamos tomar nesse caso um valor racional para {\displaystyle m} , ou seja {\displaystyle m=p/q}  com {\displaystyle p=inteiro,q=inteiro} .
Neste caso temos {\displaystyle b=t(2p/q+1)} que racionalizando fica {\displaystyle b=t((2p+q)/q)} , e para esta condição vemos que {\displaystyle q}  tem que ser  submúltiplo de {\displaystyle t}. 
Para o outro cateto temos temos {\displaystyle a=t(2(p/q)^{2}+2.p/q)} que racionalizando fica {\displaystyle a=t(2p^{2}+2pq)/q^{2}}  e para estas condições vemos que {\displaystyle q^{2}} tem que ser submúltiplo de {\displaystyle t} ,
Então temos que tomar {\displaystyle t=q^{2},m=p/q}  onde {\displaystyle q=impar,p=impar-ou-par}    sendo  {\displaystyle p>q.(\surd 2/2))}.

Então na série impar tomamos    {\displaystyle t=q^{2}} e {\displaystyle m=p/q}    sendo  {\displaystyle p>q{\frac {\sqrt {2}}{2}}}
Logo:  b = 2pq + q² , a = 2p² + 2pq , c = 2p² + 2pq +q²' . com {\displaystyle q} sempre impar e {\displaystyle p} sendo impar ou par
Neste caso temos q=1, p=1,2,3,4,5..., q=3, p=3,4,5,7,8,10..., q=5, p=4,6,7,8,9....
Com q=1 temos b=3,5,7,9,11..., a=4,12,24,40,60..., c=5,13,25,41,61...
Com q=3 temos b=33,39,51,57,69..., a=56,80,140,176,260..., c=65,89,149,185,269....
Na série par façamos t= (q²/2)e m=p/q sendo {\displaystyle p>q{\frac {\sqrt {2}}{2}}}
Logo: b = pq + q²/2 , a = p² + pq , c = p² + pq + q²/2  com {\displaystyle q} sempre par e {\displaystyle p} sempre impar
Neste caso temos q=2 , p=3,5,7,9,11..., q=4, p=3,5,7,9,11...,  q=6, p=5,7,11,13,15...
Com q=2 temos b=8,12,16,20,24... , a=15,35,63,99,143... , c=17,37,65,101,145...
Com q=4 temos b=20,28,36,44,52... , a=21,45,77,117,165... , c=29,53,85,125,173..
6 - Comparação entre as fórmulas de Euclides e as fórmulas algébricas do terno pitagórico obtidas a partir da  geometria  na obtenção dos ternos pitagóricos
As fórmulas de Euclides para a obtenção dos ternos pitagóricos são: {\displaystyle m^{2}-n^{2},2.m.n,m^{2}+n^{2}} , onde se consegue obter os ternos pitagóricos primitivos tomando se as variáveis  {\displaystyle m,n} , sempre como números inteiros e primos entre si.
Como sabemos os ternos pitagóricos primitivos são divididos em duas séries, sendo que em uma delas o cateto menor é sempre de paridade impar e na outra série o cateto menor tem sempre paridade par.
Das equações de Euclides usa se a equação  {\displaystyle m^{2}-n^{2}} para a obtenção do cateto menor na série impar.
Na série par o cateto menor é obtido com a equação {\displaystyle 2.m.n} , ou seja, temos uma inversão das equações  para a obtenção dos catetos entre uma série e a outra.
As fórmulas algébricas das equações do terno pitagórico a partir da  geometria para a obtenção dos ternos pitagóricos  são: {\displaystyle 2.m.t+t,2m^{2}t+2.m.t,2m^{2}t+2.m.t+t} .
Nas fórmulas algébricas do terno pitagórico obtidas a partir da geometria consegue se obter todos os ternos pitagóricos , tanto da série par quanto da série impar com o cateto menor sendo representado pela equação {\displaystyle 2.m.t+t} com o parâmetro {\displaystyle m\geqq 1} e o parâmetro {\displaystyle t\geqq 1}.
Nas fórmulas algébricas do terno pitagórico obtidas a partir da geometria  consegue se também obter todos os ternos pitagóricos  das duas séries, sendo o cateto menor representado pela equação  {\displaystyle 2.m^{2}.t+2.m.t} com o parâmetro {\displaystyle m\leqq 1/2} , e o parâmetro  {\displaystyle t\geqq 2} .
Das observações acima percebemos que as fórmulas de Euclides não apresentam a geração dos ternos pitagóricos em duas regiões da reta dos números reais, com as variáveis {\displaystyle m,n} , o que fica claro pelas fórmulas algébricas obtidas a partir da geometria, onde os valores de {\displaystyle m\geq 1} e os valores de {\displaystyle 0\leq m\leq 1/2} , pois de uma forma , fazemos a demonstração subtraindo do quadrado cujo lado é a hipotenusa, o quadrado cujo lado é cateto maior e da outra forma subtraindo o quadrado cujo lado é o cateto menor.
A partir das observações acima concluímos  não existir correlação entre as variáveis de Euclides e os parâmetros das fórmulas algébricas do terno pitagórico obtidas a partir da geometria  

### 7 - Diferença entre as fórmulas de Euclides e as fórmulas algébricas do terno pitagórico obtidas a partir da geometria
Dada as equações  de Euclides para o triângulo retângulo com {\displaystyle c>a>b} representando respectivamente a hipotenusa, o cateto maior e o cateto menor, teremos {\displaystyle c=m^{2}+n^{2},a=2mn} na série impar ou {\displaystyle a=m^{2}-n^{2}} na série par, {\displaystyle b=m^{2}-n^{2}}na série impar ou {\displaystyle b=2mn} na série par.
Façamos {\displaystyle m^{2}=x,n^{2}=y,m={\sqrt {x}},n={\sqrt {y}}}.
Temos que {\displaystyle (m^{2}-n^{2})^{2}+(2mn)^{2}=(m^{2}+n^{2})^{2}} ou seja  {\displaystyle (x-y)^{2}+(2{\sqrt {x}}.{\sqrt {y}})^{2}=(x+y)^{2}}   que podemos escrever {\displaystyle (x^{2}-2xy+y^{2})+(2xy+2xy)=(x^{2}+2xy+y^{2})}.
Nesta expressão ao cancelarmos as parcelas que aparecem com o mesmo sinal dos dois lados da igualdade teremos {\displaystyle (-2xy)+(+2xy)=0} ficando a igualdade {\displaystyle 0=0} dando validade matemática a esta igualdade, porque temos parte do primeiro quadrado sendo anulado por parte do segundo quadrado da representação geométrica da soma dos quadrados do lado esquerdo da igualdade. 
Para as equações algébricas do terno pitagórico obtidas a partir da geometria isto não ocorre porque todos os termos  dos dois lados da igualdade estão com sinal positivo e cada termo de um lado da igualdade ocorre do outro lado da igualdade.

### 8 - Obtenção dos outros ternos pitagóricos
Para obtenção dos outros ternos, basta tomarmos cada um dos ternos Pitagóricos primitivos e multiplicarmos cada valor do parâmetro   {\displaystyle t}  por 2,3,4,....

### Proposição 2.4. Existem infinitos ternos pitagóricos primitivos.
Demonstração: Dados os ternos da forma (2m, m² − 1, m² + 1), ou seja, com n = 1. Se usarmos m = 2k e k primo, temos que a = 2m = 4k só possui dois divisores primos, a
saber 2 e k. Porém b = m² − 1 e c = m² + 1 são ímpares, logo 2 não divide b nem c, além disso k não divide b nem c. Portanto a, b, c são relativamente primos entre si. Como existem infinitos primos k, existem infinitos ternos pitagóricos primitivos da forma (2m, m² − 1, m² + 1).

## Ternos Pitagóricos e Geometria
Podemos observar que em um triângulo retângulo ABC, com lados medindo a, b e c, sen α = a/c e cos α = b/c são números racionais.

### Proposição 3.2. Seja α um ângulo trigonométrico. Então
(i) α é um ângulo pitagórico se e somente se o seu complementar é um ângulo pitagórico.
(ii) Se α é um ângulo pitagórico então kπ ± α também é ângulo pitagórico para todo k ∈ Z. Em particular o seu suplementar é um ângulo pitagórico.